# Emilio Conti
Emilio Conti (Teramo, 15 gennaio 1920 – ...) è stato un calciatore e allenatore di calcio italiano, di ruolo attaccante.

## Biografia
Era fratello di Serafino Conti, a sua volta ex calciatore professionista; per questo motivo era noto anche come Conti I.

## Carriera

### Giocatore
Inizia la carriera nel Lanciano in Serie C, per poi giocare in terza serie anche l'anno seguente in terza serie nell'Anconitana, con cui conquista una promozione in Serie B. Nella stagione 1942-1943 ha poi segnato 7 reti in 21 presenze in Serie B. Dopo la guerra è tornato all'Anconitana, e nella stagione 1945-1946 ha giocato 12 partite in massima serie, segnando anche una rete. Rimane nella squadra biancorossa per altre tre stagioni, due delle quali in Serie B, categoria in cui gioca altre 22 partite senza segnare.

### Allenatore
Ha allenato la Falconarese.

## Palmarès

### Giocatore

#### Competizioni nazionali
- Serie C: 1

Anconitana-Bianchi: 1941-1942 (girone F)